# Леппер, Карстен
Карстен Леппер (нем. Carsten Lepper; род. 29 октября 1975, Рекен, Вестфалия) — немецкий актёр, певец.

## Карьера
Карстен Леппер получил диплом актёра в музыкальном университете Саара и в театре Саарбрюккена. Получил образование актёра мюзикла в Гамбурге. После неоднократных выступлений в Саарском государственном театре, получил роль в Вестсайдской истории. Прорывной для него стала роль Луиджи Лукени в немецком мюзикле Элизабет в Эссене.
Выступал в театре Новая Флора (Гамбург) в мюзикле Титаник в роли Томаса Эндрю, а так же в Штрутгатском международном центре в мюзикле Призрак оперы в роли Рауля.
В немецкоязычном мюзикле Граф Монте-Кристо играл роль Фернана Мондего. За роль Криса в Мисс Сайгон в австрийской премьере городского театра Клагенфурт он был признан журналом МЮЗИКЛЫ одним из лучших исполнителей 2010/2011. Как солист он выступал с программой Стороны Эндрю Ллойда Уэббера в различных городах.
В 2013/2014 годах исполнил роль Иуды в мюзикле Иисус Христос — суперзвезда. В 2014/2015 и 2015/2016 Карстена Леппера можно было увидеть в мюзикле Вестсайдская история в роли Тони в Лейпцигском оперном театре.
Под руководством главного дирижера и директор Ульфа Ширмера он — один из солистов Сильвестегалы в Лейпцигском оперном театре.
Кроме того, он дублировал Рауля, сыгранного Патриком Уилсоном, в кинофильме Призрак оперы, Музыкального мастера, героя американского мультсериала Бэтмен: Отважный и смелый, сэра Гарри в музыкальном фильме Однажды на матрасе.
Осенью 2022 года дебютировал в качестве режиссёра в Мюнстерском театре с мюзиклом Эндрю Ллойда Уэббера «Аспекты любви».

## Роли (Лучшее)
- Вестсайдская история (Косфельд (1997)) — в роли Тони
- Аспекты любви (Берн) — в роли Алекса Диллингема(1999/2000)
- Элизабет (Эссен (2001) и Штутгарт (2005)) — в роли Луиджи Лукени
- Титаник (мюзикл) (Гамбург) — в роли Томаса Эндрю (2002/2003)
- Призрак оперы (мюзикл) (Штутгарт) в роли Рауля де Шаньи (2003/2004)
- Ребекка (Вена) — в роли Джека Фавелла (2006/2007)
- Граф Монте-Кристо (мюзикл) (Санкт-Галлен) — в роли Фернана Мондего (2009/2010)
- Вестсайдская история (мюзикл) — в роли Тони — оперный театр Магдебург (2010)
- Мисс Сайгон (мюзикл) в роли Криса — городской театр Клагенфурта, Фолькстеатре (2011)
- Вестсайдская история (мюзикл) — в роли Тони — театр Триер, (2011/2012)
- Граф Монте-Кристо (мюзикл) — в роли Фернана Мондего (2012)
- Стороны Эндрю Ллойда Уэббера — Солист (2012)
- Граф Монте-Кристо (мюзикл) — в роли Фернана Мондего (2013)
- Иисус Христос — суперзвезда — Иуда — театр Хагена (2013/2014)
- Шрек (мюзикл) — Лорд Фаркуад — театр Дюссельдорфа 2014, Адмиральский дворец (2015)
- Вестсайдская история (мюзикл) — Тони — Лейпцигский оперный театр (2015/2016)
- «Сильвестегала» — Солист — Лейпцигский оперный театр — дирижер и руководитель Ульф Ширмер
- Кордебалет (мюзикл) — Зак — Городской театр Клагенфурта (2016)/Рига: Байрок Ли

## Фильмы
- Крыса (ТВ-фильм)
- Однажды на матрасе (Дубляж Сэра Гарри)
- Призрак Оперы (2004) (Дубляж Рауля)
- Бэтмен: Отважный и смелый (Дубляж Музыкального мастера)
- Путешествие без возврата (2007)

## Дискография
- Элизабет — Оригинальный немецкий актерский состав — Эссен (2001)
- Титаник — Оригинальный Гамбургский актерский состав (2002)
- Элизабет — Оригинальный Венский концертный состав (2002)
- Призрак Оперы — Оригинальная звуковая дорожка (2004)
- Призрак Оперы — DVD Original Movie (2004) — дубляж Рауля
- Элизабет — Оригинальный Штутгартский актерский состав
- Ребекка — Студийный Венский актерский состав (2006)
- Граф Монте-Кристо — Оригинальный швейцарский актерский состав